# Wichernkirche (Berlin-Hakenfelde)

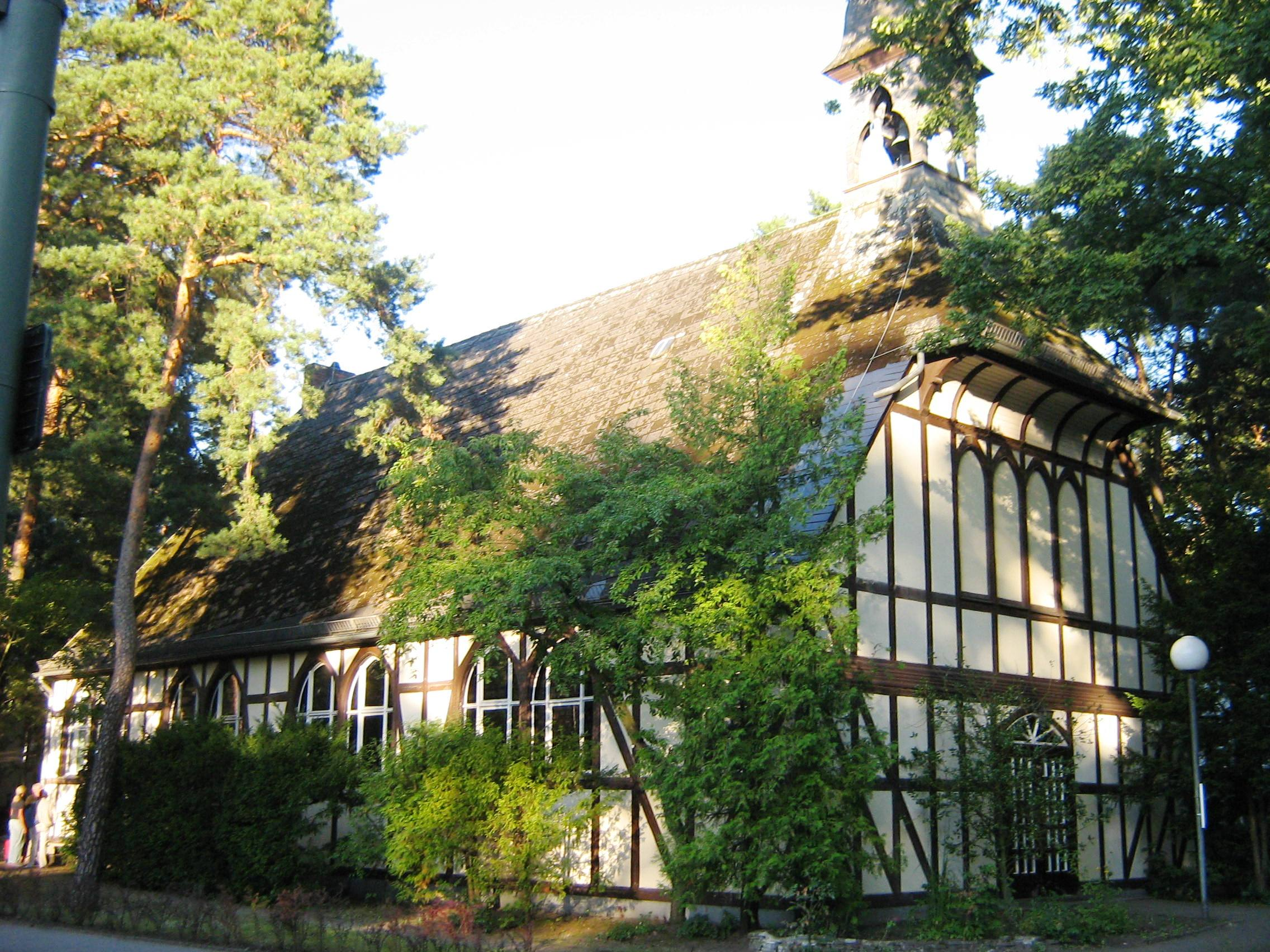
Die Wichernkirche, 2012

Die Wichernkirche in Berlin-Spandau ist ein über 100 Jahre altes Gotteshaus, das als „Wanderkirche“ schon an zwei anderen Orten stand, bevor es seinen jetzigen Platz im Hakenfelder Ortsteil des Berliner Bezirks Spandau fand. Mit der Lutherkirche und dem Gemeindezentrum Radeland  bildet sie die Evangelische Kirchengemeinde im Norden Spandaus im Kirchenkreis Spandau, der zum Sprengel Berlin der Evangelischen Kirche in Berlin-Brandenburg-schlesische Oberlausitz gehört.

## Lage
Die Wichernkirche steht am südwestlichen Rand der Hakenfelder Waldsiedlung an der Einmündung des Schlehenwegs in die Wichernstraße, die die Niederneuendorfer Allee mit dem Pappelweg und dem Gelände des Evangelischen Johannesstiftes verbindet. Bis zum Ende der 1950er Jahre verlief unmittelbar vor der Kirche ein Industriegleis, das von der Bötzowbahn  entlang der Wichernstraße zur Niederneuendorfer Allee führte und über das die Hakenfelder Industriebetriebe mit Güterzügen bedient wurden. Dabei kam es vor der Kirche wiederholt zu gefährlichen Situationen, bis das Gleis auf die südliche Seite der Wichernstraße verlegt wurde.

## Name
Die Kirche trägt ihren Namen nach Johann Hinrich Wichern (1808–1881), dem Begründer der kirchlichen Sozialarbeit und des Johannesstiftes, das 1908 von Plötzensee in unmittelbare Nähe verlegt wurde. Den Namen trug bereits seit 1909 die Straße, an der die Kirche heute steht.
Gemäß dem Wunsch des für Hakenfelde zuständigen Pfarrers Hermann Bunke sollte der Bau den Namen Wicherns tragen. Als zweite Predigtstätte der Luthergemeinde war sie bei ihrer Einweihung im Oktober 1932 keine eigenständige Pfarrkirche, weshalb sie zunächst Wichernkapelle hieß. Im Zusammenhang mit der Einweihung des benachbarten Gemeindehauses 1970 bürgerte sich die Bezeichnung Wichernkirche ein. Pfarrer Bunke hatte bei der Einweihung über den Wahlspruch Johann Hinrich Wicherns – „Unser Glaube ist der Sieg, der die Welt überwunden hat“ (1 Joh 5,4 ) – gepredigt. Dieser Spruch stand ehemals auch über dem Bogen der Altarnische, seit der Renovierung in den 1960er Jahren steht er rechts davon.

## Geschichte

### Die Westendkapelle 1897
Die Geschichte der „Wanderkirche“ beginnt im Ortsteil Westend der damals selbstständigen Stadt Charlottenburg. Ende des 19. Jahrhunderts entstand in der Charlottenburger Kirchengemeinde der Wunsch nach einem eigenen Gotteshaus im Bereich Westend. Die finanziellen Mittel der Gemeinde waren wegen des zeitgleichen Baus der Kaiser-Wilhelm-Gedächtniskirche erschöpft, und so suchte man eine Übergangslösung. Die Gemeinde pachtete für zehn Jahre das Gelände des alten Pferdemarktes am Spandauer Damm Ecke Fürstenbrunner Weg, auf dem ein Gebäude errichtet werden sollte, das nicht mehr als 20.000 Mark kosten durfte.
Unter diesen Bedingungen entstand das zuerst „Westendkapelle“ genannte Gebäude als Notlösung. Die Architekten Johannes Vollmer und Heinrich Jassoy, von denen auch die Trinitatiskirche am Charlottenburger Karl-August-Platz und die Heilbronner Friedenskirche stammen, entwarfen das Bauwerk. Am 4. April 1897 wurde das Kirchlein feierlich eingeweiht.

### Die Siemensstädter Kapelle 1908
Im Jahr 1906 lief die Pachtzeit für das Gelände ab. Auch wurde die kleine Kirche überflüssig, denn der inzwischen begonnene Bau der nahegelegenen Epiphaniaskirche war fertiggestellt. Die Westendkapelle wurde auf Abriss verkauft.
Aber nach nur zwei Jahren fand die Notkirche eine neue Verwendung. Jenseits der Spree, im Spandauer Ortsteil Siemensstadt und Zuständigkeitsbereich der St. Nikolai-Kirchengemeinde waren große Industriebauten entstanden, die neue Arbeitskräfte anzogen, die dort auch heimisch wurden. Die nach dem damaligen Ansiedlungsgesetz zum Bau auch kirchlicher Räume verpflichtete Firma Siemens erwarb die ehemalige Westendkapelle und ließ sie auf einem bereitgestellten Grundstück am Rohrdamm Ecke Schulstraße (heute: Jugendweg) wieder aufbauen. Die Einweihung der nunmehr Siemensstädter Kapelle erfolgte am 6. September 1908.

### Ab 1932: Wichernkirche und Wicherngemeinde
Nach 23 Jahren wurde die kleine Kirche im Herbst 1931 auch an diesem Ort überflüssig, denn inzwischen war am Schuckertdamm die geräumigere Siemensstädter Kirche gebaut worden.
Zu diesem Zeitpunkt gab es jenseits der Havel, in der ab 1914 neugebauten Waldsiedlung im Spandauer Ortsteil Hakenfelde, eine noch junge und wachsende Kirchengemeinde. Die evangelischen Christen dort gehörten zur Luthergemeinde. Deren Gemeindekirchenrat hatte bereits im Januar 1924 die „Selbständigmachung der Waldsiedlung“ beschlossen, die allerdings erst zum 1. Januar 1937 mit der Gründung der „Evangelischen Kirchengemeinde Berlin-Spandau-Hakenfelde“ realisiert wurde.
In angemieteten Räumen im Fichtenweg 76 richtete man im September 1925 ein kleines Gemeindezentrum ein, wo Kindergottesdienste, Jugendgruppen, Bibelkreise, Frauenkreise und die Proben eines neugegründeten Chores stattfanden und auch der Kindergarten und Wohnungen für die Diakonieschwestern untergebracht waren. Die finanziellen Mittel, um eine eigene Kirche zu bauen, waren nicht vorhanden. Da wurde man auf Siemensstadt aufmerksam und hatte Glück: Die Interimskapelle wurde den Hakenfeldern zugesprochen, die sich damit gegenüber den ebenfalls ein kirchliches Gebäude suchenden Klosterfeldern in Spandau durchsetzen konnten. Im Oktober des Jahres 1932 war der Wiederaufbau erfolgt, und die „Wanderkirche“ hatte in Hakenfelde ihren Standort bekommen. Am 23. Oktober 1932 wurde sie vom Spandauer Superintendenten Martin Albertz – zum dritten Mal in ihrer Geschichte – eingeweiht. 1938 erhielt die Gemeinde auf Antrag der Gemeindebevollmächtigten ihren Namen nach der Kirche, mit der Urkunde über die Namensänderung vom 11. Januar 1938 wurde der Name Wichern-Kirchengemeinde vom Konsistorium offiziell genehmigt.
Ab 1934 kam es in der Gemeinde zu heftigen Richtungskämpfen zwischen Christen der Bekennenden Kirche mit Pfarrer Hermann Bunke und Kirchenältesten wie Walter Friedrich einerseits sowie Deutschen Christen mit Pfarrer Johannes Rehse andererseits. Im April 1933 war auf Beschluss des Gemeindekirchenrates vor der Wichernkapelle aus Anlass des Führergeburtstags eine Hitler-Eiche geweiht worden, die in den Folgejahren regelmäßig zum Ort für nationalistische Progaganda-Veranstaltungen wurde, auch im Zusammenhang mit Gottesdiensten. Hermann Burke hatte als zuständiger Pfarrer die Weihe vorgenommen, den politischen Propaganda-Charakter aber erst spät durchschaut. Er stand zunächst nicht in Distanz zur völkischen Ideologie und vermied jeden Anschein von „Staatsfeindlichkeit“; gelegentlich hisste er auch die Hakenkreuzfahne vor der Kirche.  Die besonders aktive Gruppe der Deutschen Christen in der Luthergemeinde erreichte dennoch im April 1934 die Versetzung von Pfarrer Bunke – Pfarrer im Gemeindebezirk Hakenfelde seit 1927 – wegen „Wühlarbeit“ gegen den Nationalsozialismus in einen anderen Gemeindebezirk; im Oktober 1934 wurde Johannes Rehse, NSDAP-Mitglied, als Pfarrer für den Gemeindebezirk eingeführt. Jedoch nahm der Gottesdienstbesuch seitdem stetig ab. Rehse hielt „Deutsche Konfirmationsfeiern“ und Jahresabschlussgottesdienste mit nationalsozialistischem Gepräge, die mit der Agende von evangelischen Gottesdiensten wenig Übereinstimmungen hatten. Eine starke Gruppe von etwa 150 Gemeindegliedern stand hinter Pfarrer Bunke und wurde von ihm weiterhin seelsorglich betreut. Zum 1. Januar 1937 erhob die Kirchenbehörde den Wichernbezirk zu einer selbstständigen Kirchengemeinde und ernannte Hermann Bunke zum alleinigen Gemeindepfarrer. Johannes Rehse versuchte weiterhin, durch Eingaben und Unterlaufen von Beschlüssen Feiern in der Wichernkirche durchzusetzen, was ihm mehrmals gelang. Nach dem Ende der NS-Zeit verließ Rehse Berlin. Hermann Bunke, der während der Inhaftierung von Superintendent Martin Albertz ab 1942 zusammen mit dem Kirchenältesten Friedrich die Spandauer Kreissynode der Bekennenden Kirche leitete, blieb bis zu seiner Pensionierung 1956 Pfarrer der Wicherngemeinde.
Die 1934 gegossene Glocke im Dachreiter der Kirche trug die Abbildung eines Hakenkreuzes. Sie wurde geläutet, bis sie nach Diskussionen in der Gemeinde 2017 durch eine neue Glocke ersetzt wurde. Die Kirchengemeinde bildete eine Arbeitsgruppe, die die Geschichte der Gemeinde in der Zeit von 1933 bis 1945 historisch untersuchte und 2020 in einer Buchveröffentlichung zugänglich machte. Die Glocke von 1934 soll in den Bestand des Stadtgeschichtlichen Museums Spandau auf der Zitadelle Spandau  übernommen und dort gezeigt werden.
Im Jahr 2004 wurde die Kirchengemeinde mit der Radelandgemeinde zur Kirchengemeinde Wichern-Radeland zusammengeschlossen. Die Wichernkirche ist weiterhin Gottesdienst- und Versammlungsort für den „Gemeindeteil Wichern“ dieser Gemeinde. Seelsorgerinnen sind seit 2020 Pfarrerin Thea Voß und seit 2024 Pfarrerin Carolin Erdmann.
Von Juli 2018 bis ins Jahr 2019 wurde das Holzfachwerk des Kirchengebäudes gründlich substanzerhaltend saniert. Am 3. April 2022 beging die Wicherngemeinde mit einem Festgottesdienst den 125. Jahrestag der erstmaligen Einweihung der Kirche.
Zum 1. Januar 2025 fusionierte die Wichern-Radelandgemeinde mit der benachbarten Luthergemeinde zur Evangelischen Kirchengemeinde im Norden Spandaus.

## Baubeschreibung

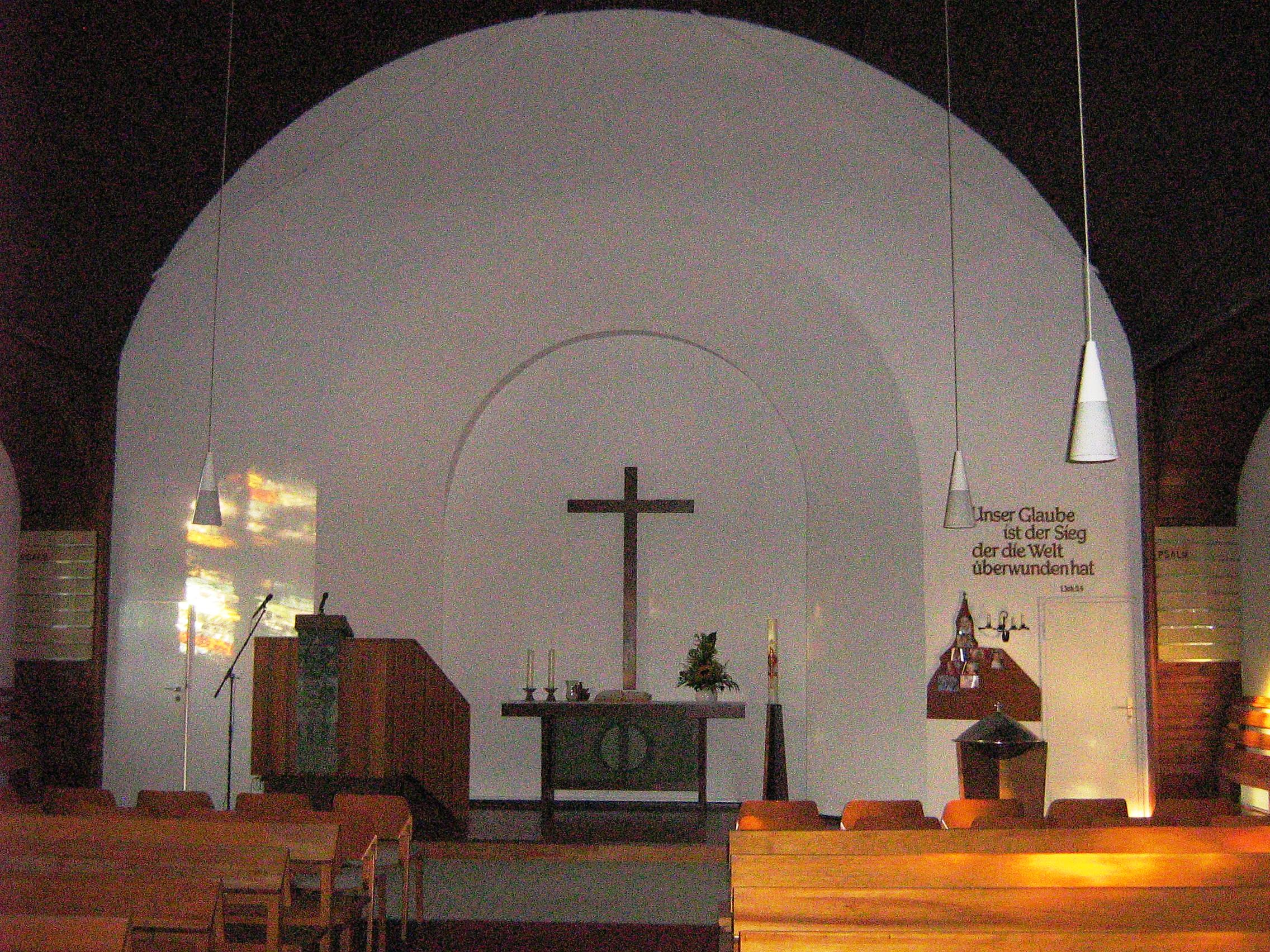
Innenausstattung, 2012

Die Wichernkirche ist eine rechteckige Fachwerkkirche, deren Fassaden von feingliedrigem Fachwerk überzogen sind und die von einem Chor im Fünfachtelschluss abgeschlossen wird, bedeckt von Teilen eines Zeltdaches. Auf dem steilen Satteldach ist am vorderen Teil ein offener Dachreiter mit einer geschweiften Haube angebracht, der mit dem Krüppelwalm über dem Eingangsbereich und den Spitzbogenfenstern die Kirche manch einen Betrachter wie ein Bauwerk des 19. Jahrhunderts in den Mittelgebirgen erscheinen lässt. Der Kirchenraum ist vom Chorbereich durch eine gerade Altarwand mit eingezogenem Altarraum getrennt; im Chorbereich befindet sich ein Gemeindesaal, „Wichernsaal“ genannt.
Die Innenausstattung der Saalkirche ist schlicht gehalten. Ein hölzerner Altartisch, darüber ein großes Wandkreuz prägen den Altarraum. An der linken Seite neben dem Altarraum steht die holzgefasste Kanzel, an der rechten Seite, über dem davor stehenden hölzernen Taufständer, ist das Lebensmotto des Namenspatrons der Kirche notiert: „Unser Glaube ist der Sieg, der die Welt überwunden hat“ (1 Joh 5,4 ).

## Orgel

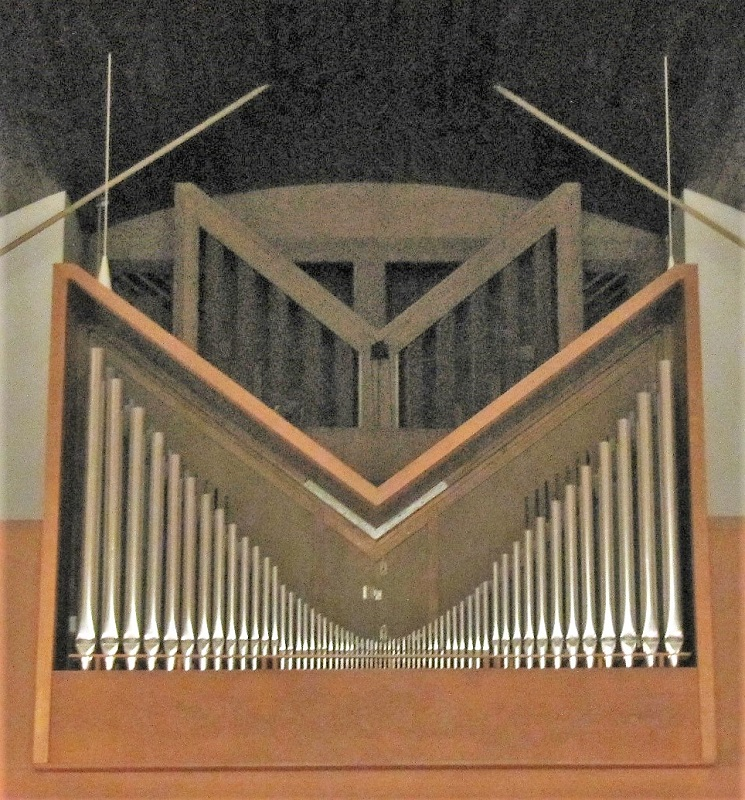
Walcker-Orgel

Auf der dem Altar gegenüberliegenden Empore über dem Eingangsbereich steht die Orgel, deren Werk 1962/1963 von der Fa. Walcker (Ludwigsburg) nach einem Entwurf von Herbert Schulze und Karl Theodor Kühn (beide Berlin) angefertigt wurde. Die Schulze-Kühn-Disposition wurde bereits nach zehn Jahren verändert. Im Jahr 2005 fand schließlich eine Grundinstandsetzung durch die Orgelbaufirma Klein (Leipzig) statt.
| I. Manual C–c4 |         |
| Gedackt        | 08′     |
| Principal      | 04′     |
| Gemshorn       | 04′     |
| Quinte         | 02 ⁄3′  |
| Terz           | 01 3⁄5′ |
| Mixtur II      |         |
| Mixtur III–IV  |         |
| Regal          | 08′     |
| Tremulant      |         |

| II. Manual C–c4 |        |
| Holzgedackt     | 08′    |
| Rohrflöte       | 04′    |
| Principal       | 02′    |
| Quinte          | 01 ⁄3′ |
| Octave          | 01′    |

| Pedal C–g1  |     |
| Subbass     | 16′ |
| Koppelflöte | 08′ |
| Trompete    | 08′ |

- Koppeln: I/P, II/P, II/I.

## Glocken
Eine erste  Glocke im Glockenträger auf dem Kirchendach wurde 1934 von Glockengießer Franz Schilling gegossen. Bei einer Höhe von 55 cm und einem Gewicht von 180 kg klang sie in g. Der Durchmesser betrug 66 cm, an der Krone 11 cm.
Die Inschrift auf der Glockenschulter, zwischen zwei Stegen über einem Kreuz im Strahlenkranz, lautete: „UNSER GLAUBE IST DER SIEG, DER DIE WELT ÜBERWUNDEN HAT. WICHERN-KAPELLE SPANDAU.“ Auf der gegenüberliegenden Seite befand sich ein 20 cm hohes Hakenkreuz, das Gießereizeichen und die Aufschrift „SPANDAU 1934“.
Wegen des Hakenkreuz-Symbols entschloss sich die Kirchengemeinde im Herbst 2017, die Glocke ab dem 1. Advent, dem 3. Dezember 2017 „voller Respekt und in Erinnerung an die Menschen, denen in der Zeit des Nationalsozialismus ihr Leben genommen wurde“ nicht mehr zu läuten. Am 14. Dezember 2017 wurde sie aus dem Glockenträger gehoben und dort durch eine neue Glocke ersetzt. Sie soll als Zeitzeugnis im Stadtgeschichtlichen Museum Spandau auf der Zitadelle Spandau ausgestellt werden. Von September 2019 bis Februar 2020 war sie vorab in einer Sonderausstellung „Kämpferisches Christentum und völkische Gesinnung“ des Stadtgeschichtlichen Museums zur Geschichte der Spandauer Kirchengemeinden in der Zeit des Nationalsozialismus zu sehen, die vom Touro College Berlin erarbeitet worden war.
Die neue Glocke wurde 2016 von der Kunst- und Glockengießerei Lauchhammer gegossen und von der Wichern-Radelandgemeinde erworben. Sie ist etwa 50 cm hoch, 150 kg schwer und trägt die Aufschrift „Alles mit Gott, nichts ohne ihn“, dazu die Jahreszahl 2016 und das Gießereizeichen L824. Sie wurde an Weihnachten 2017 zum ersten Mal geläutet.